# Вільц (річка)
Вільц, також Вольц (люксемб. Wolz, фр. Wiltz, нім. Wiltz)  — річка у Бельгії і Великому герцогстві Люксембург. Бере початок у Арденнах, біля бельгійського міста Бастонь. Впадає у річку Зауер біля села Гівельсмілен (люксемб. Giewelsmillen) комуни Буршайд. Довжина річки — 42 км, абсолютна висота гирла — 235 м над рівнем моря. Найбільшою притокою Вільцу є Клерф (ліва притока).

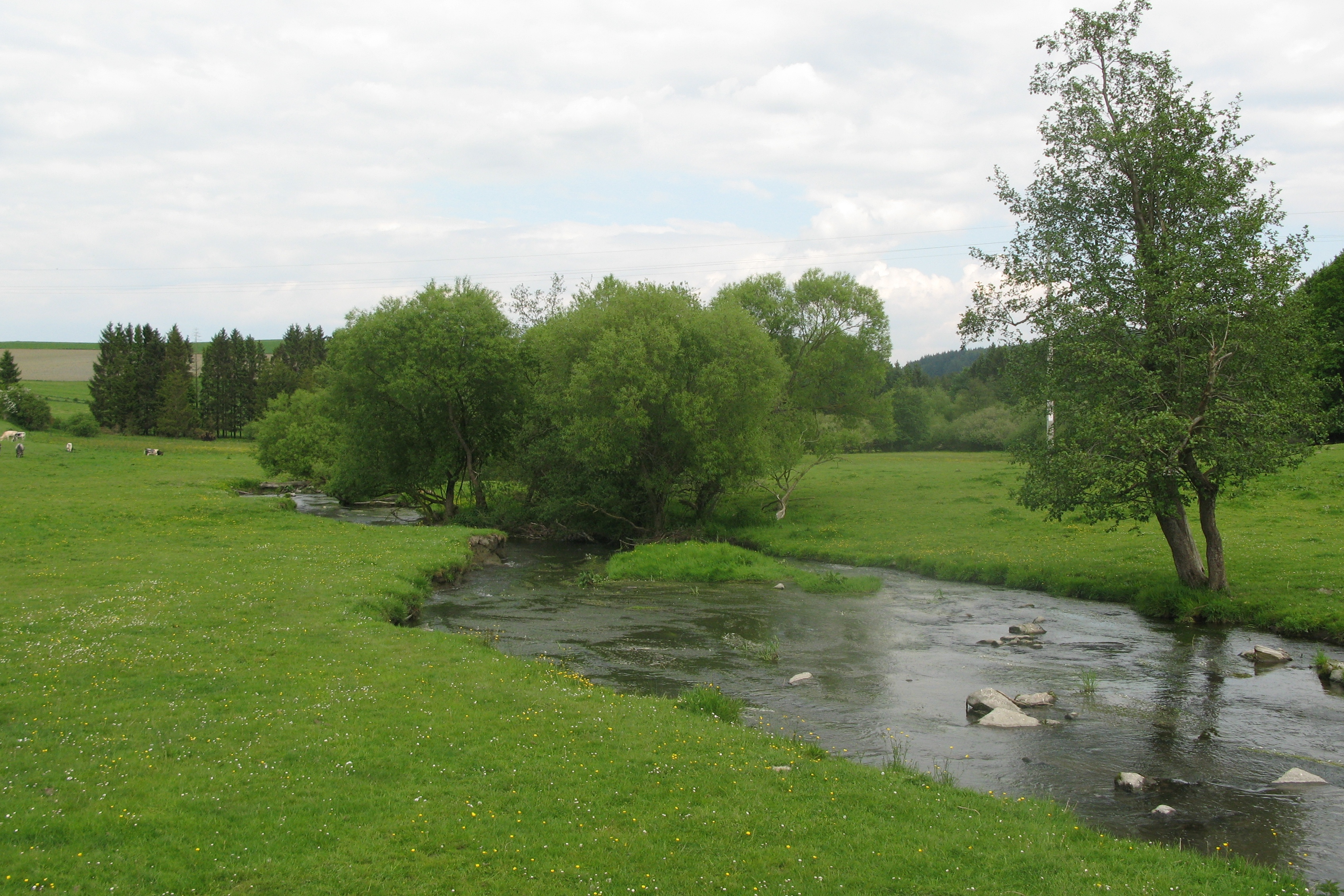
Вільц на території Бельгії, неподалік від бельгійсько-люксембурзького кордону.
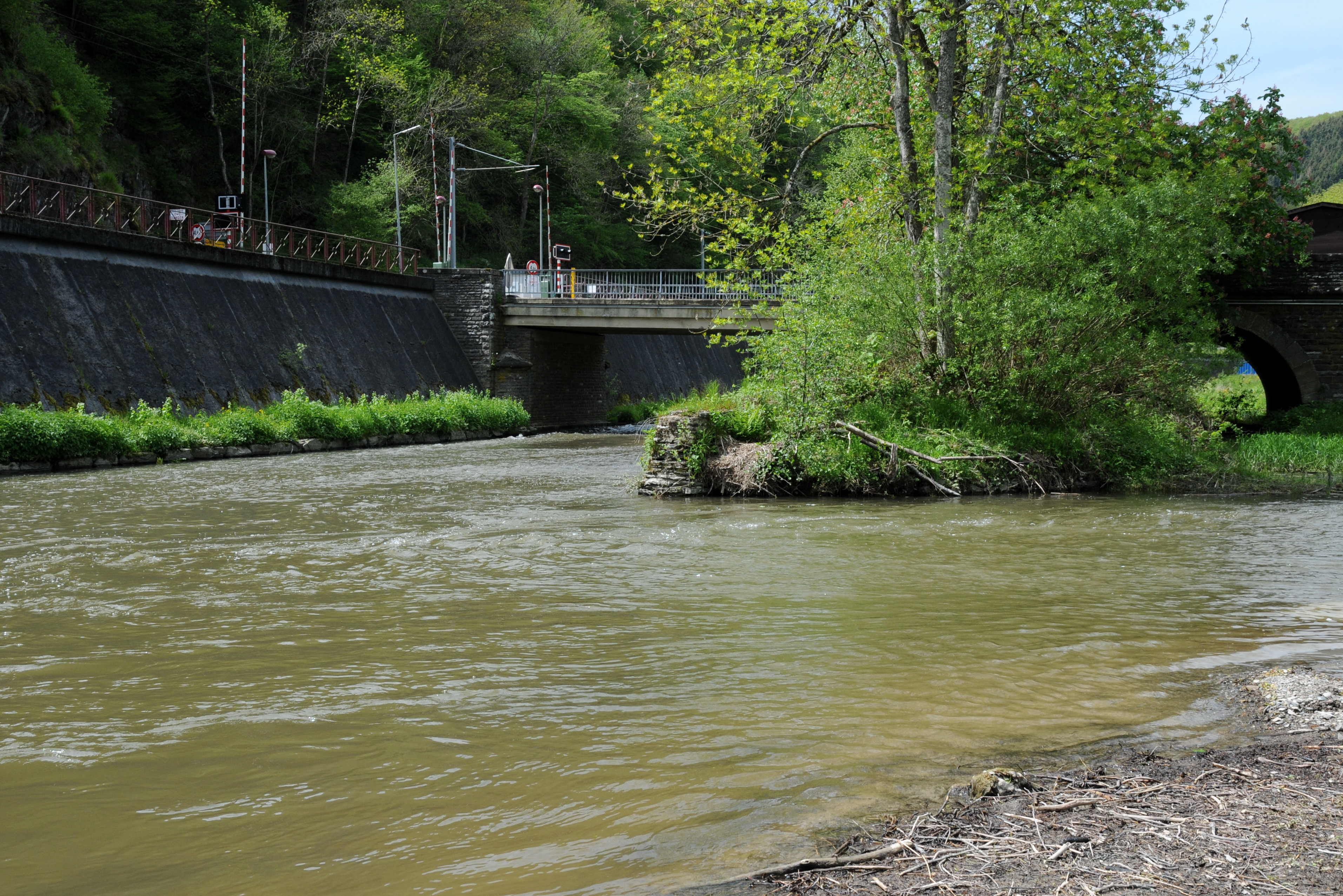
Місце впадіння у Вільц лівої притоки — Клерф.
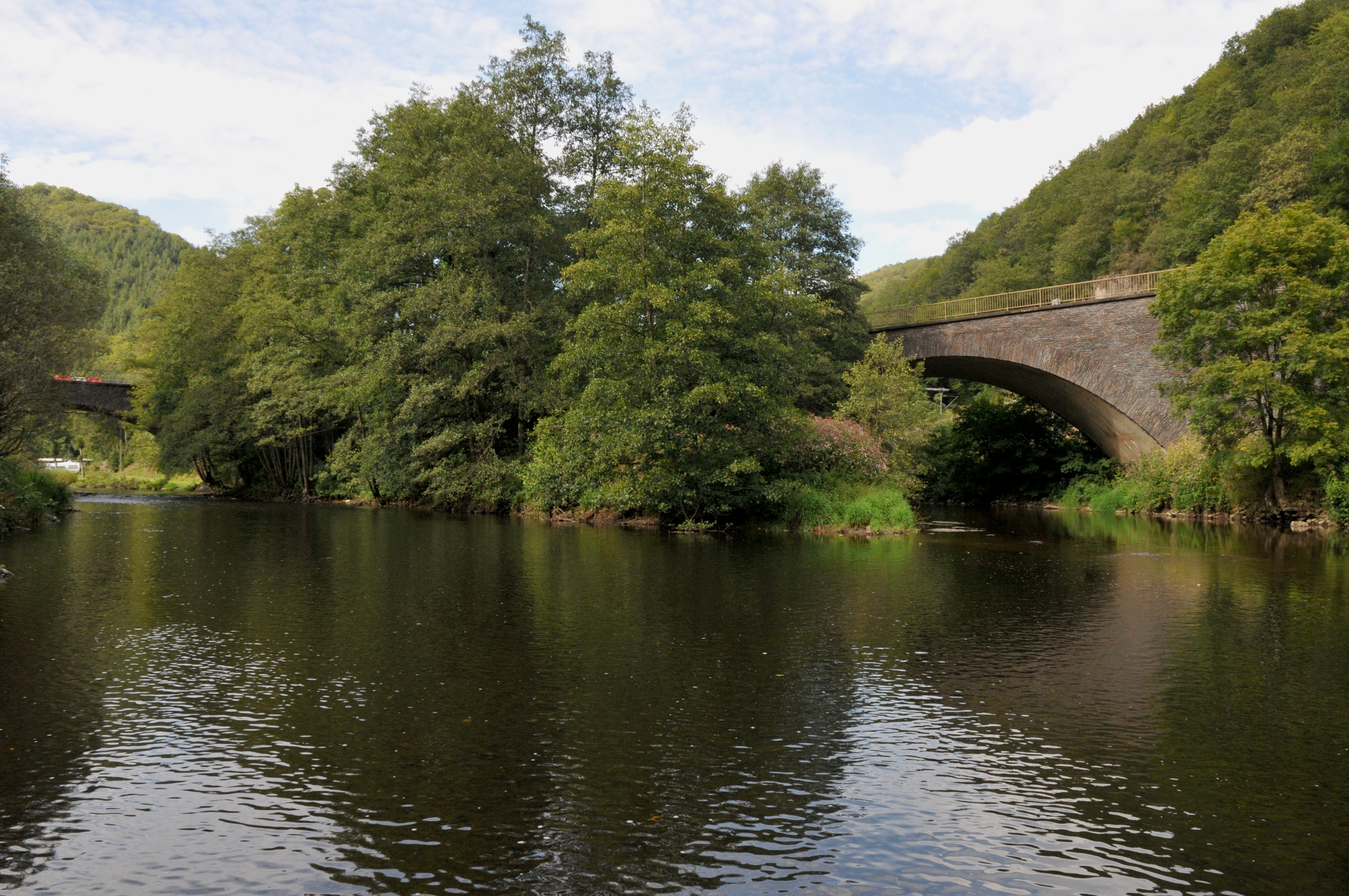
Місце впадіння Вільц у Зауер.